# Łabynkyr
Łabynkyr (ros. оз. Лабынгкыр lub Łabyng-kyr) – jezioro w Jakucji.

## Opis
Znajduje się we wschodniej części Jakucji, na Wyżynie Ojmiakońskiej u podnóża gór Suntar-Chajata na wysokości 1020 m n.p.m. Przepływa przez nie rzeka Łabynkyr z dorzecza Chastach (górny bieg Indygirki). Długość 14 km, szerokość ok. 4 km, maksymalna głębokość ponad 75 m, a głębokość średnia 52 m. Na jeziorze 3 małe wyspy. Zimą zamarza, jednak znacznie później niż inne jeziora położone w tym rejonie. Przez pół roku zbiornik pozostaje pokryty lodem.

## Badania naukowe
W 2013 roku Łabynkyr doczekał się pierwszej ekspedycji nurkowej. Pierwszym nurkiem penetrującym jezioro był Dmitrij Szyller, członek Rosyjskiego Towarzystwa Geograficznego. Podczas ekspedycji pobrano próbkę wody, flory oraz fauny zbiornika. Inicjatywę tę wpisano do księgi rekordów Guinnessa za debiut zimowego nurkowania na „biegunie zimna”. Temperatura powietrza wynosiła -45 stopni.

## Jezioro w legendach
Według miejscowych legend w jeziorze Łabynkyr żyje tajemnicze stworzenie, porywające jakoby renifery, psy pasterskie i myśliwskie. Podania o groźnym mieszkańcu jeziora miały miejsce się w przekazach Jakutów i Ewenków. W 1953 r. pojawiła się informacja o spotkaniu z jakuckim potworem geologa Wiktora Twierdochlebowa z Akademii Nauk ZSRR. Według naukowca istota była wielkim, szarym stworzeniem o obłej sylwetce z białymi oczami i płetwą.
Od lat 60. XX w. jezioro jest celem licznych wypraw badawczych i atrakcją turystyczną.